# مجلس گرجستان
مجلس گرجستان (گرجی: საქართველოს პარლამენტი) مجلس قانون گذاری گرجستان است که به صورت تک مجلسی و متشکل از ۱۵۰ عضو است. تمام نمایندگان مجلس بر اساس قانون به مدت چهار سال برگزیده می‌شوند. طبق اصلاحات قانون اساسی گرجستان که در سال ۲۰۱۷ انجام شد انتخاب تمام نمایندگان این مجلس از سال ۲۰۲۴ به صورت سیستم انتخاب نسبی انجام می‌شود.

## وظایف و اختیارات
مجلس گرجستان عالی‌ترین نهاد دارای منتخبان مردم در این کشور می‌باشد. این مجلس سیاست‌های داخلی و خارجی کشور را تعیین و فعالیت دولت را در محدوده ای که قانون اساسی تعیین نموده ، کنترل می‌کند.

استیضاح رئیس‌جمهور، اعضای دولت، قاضی دیوان عالی و دادستان عمومی از اختیارات این مجلس می‌باشند.

## شرایط عضویت
- اصلاحیه سال ۲۰۱۷ قانون اساسی گرجستان سن نامزدشوندگان را از ۲۱ سال به ۲۵ سال افزایش داد.[۳]
- نداشتن محکومیت به زندان.[۴]
- حداقل ده سال در گرجستان زندگی کرده باشد